# Brazilatemnus browni
Brazilatemnus browni är en spindeldjursart som beskrevs av William B. Muchmore 1975. Brazilatemnus browni ingår i släktet Brazilatemnus och familjen Atemnidae. Inga underarter finns listade.